# Kaoru Ikeja
Kaoru Ikeja (japonsko 池谷薫), japonski ljubiteljski astronom *  30. november 1943.

## Delo
Med letoma 1963 in 1967 je odkril pet kometov. Med njimi je tudi Komet Ikeja-Seki (C/1965 S1), ki so ga lahko opazovali s prostim očesom. V letu 2002 je skupaj s kitajskim astronomom odkril tudi Komet Ikeya-Zhang (153P/Ikeya-Zhang).
Po njem so poimenovali asteroid 4037 Ikeja.
1. ↑  https://www.thefreelibrary.com/The+comet+master.-a089844784